# Inveja do pênis
Inveja do pênis  é uma teoria psicanalítica Freudiana que se refere à reação em tese de uma garota durante seu desenvolvimento psicossexual quando ela percebe que não possui um pênis.
Freud considerou esta compreensão um momento determinante no desenvolvimento da identidade de gênero e sexual para as mulheres. De acordo com Freud, a reação paralela em garotos de que garotas não possuem um pênis é uma ansiedade de castração. Na cultura contemporânea, o termo às vezes se refere de maneira metafórica a mulheres que se presume que desejariam ter nascido homens.
O conceito psicanalítico da inveja do pênis não tem relação com a "síndrome do pênis pequeno", que é a ansiedade de acreditar que o próprio pênis é menor do que o normal.